# حسن عبد الرحمن السلوادي
حسن عبد الرحمن احمد السلوادي (13 ذو القعدة 1367 هـ = 17 أيلول/ سبتمبر 1948، ) هو مؤرخ وكاتب فلسطيني.

## حياته ودراسته
ولد حسن السلوادي في سلواد، تلقى تعليمه الابتدائي والإعدادي فيها، والمرحلة الثانوية في مدرسة رام الله الثانوية، حاصل على دبلوم في اللغة الإنجليزية من معهد المعلمين في حوارة، إربد، الأردن عام 1968، وحاصل على إجازة جامعية في اللغة العربية وآدابها من جامعة الإسكندرية فرع بيروت العربية عام 1973، وحاصل على الماجستير في اللغة العربية وآدابها والدراسات الإسلامية من جامعة عين شمس بالقاهرة عام 1979، ثم واصل دراسته للحصول على الدكتوراة في اللغة العربية والدراسات الإسلامية من جامعة عين شمس بالقاهرة وحصل عليها عام 1984.

## مؤلفاته
| ت | عنوان الكتاب | تاريخ النشر | مرجع  |
| - | --- | ----------- | ----- |
|   | عبد الحميد بن باديس مفسراً | 1984        | [ 3 ] |
|   | الجواب القويم فن السؤال المتعلق باقطاع السيد تميم                                                                                                | 1986        |       |
|   | فهارس الانس الجليل بتاريخ القدس والخليل | 1987        |       |
|   | الابداع والفهم الواعي: مقالات نقدية حول واقعنا الثقافي والتعليمي                                                                                 | 1989        | [ 4 ] |
|   | المجمع اللغوي الفلسطيني في بيت المقدس: كتاب توثيقي                                                                                               | 1991        | [ 5 ] |
|   | الدكتور اسحاق موسى الحسيني عميد الادب العربي بين الوفاء والذكرى                                                                                  | 1991        | [ 6 ] |
|   | الحلة الذهبية في الرحلة الحلبية: رحلة الشيخ البكري من حلب إلى القدس عام 1128 هـ/1716 م                                                           |             |       |
|   | إتحاف الصديق بترجمة خلاصة آل الصديق: ترجمة الشيخ مصطفي البكري الصديقي، بقلم ابنه الشيخ محمد كمال الدين بن مصطفي البكري الصديقي الحسيني الخلواتي. |             |       |
|   | المطالعة، والأدب، والنقد |             |       |
|   | أديب العربية محمد إسعاف النشاشيبي: بين المحافظة والتجديد                                                                                         |             |       |
|   | اللغة العربية: العلوم اللغوية: للصف الأول الثانوي، العلوم الانسانية والعلمية                                                                     |             |       |
|   | القدس: الهوية والانتماء التاريخي | 2010        |       |
|   | الثقافة والتغيير الحضاري: خواطر ومقالات نقدية حول واقعنا الثقافي                                                                                 |             |       |
|   | التربية الاسلامية: للصف الثاني الأساسي |             |       |
|   | التراث الشعبي الفلسطيني في محافظة نابلس: أبحاث المؤتمر الرابع للتراث الشعبي الفلسطيني في محافظة نابلس - هوية وانتماء                             |             |       |
|   | الاطار الاستراتيجي لتطوير قطاع المؤسسات الأهلية الفلسطينية (2013-2017)                                                                           |             |       |

## جوائز
- فاز بالجائزة الأولى في مسابقة الراحل ياسر عرفات عن بحثه: (المستشرقون اليهود ومحاولة التهوين من قدسية القدس ومكانتها في الاسلام).
- حصل كتابه: "القدس الهوية والانتماء التاريخي" على جائزة أفضل كتاب كتب عن القدس عام 2013م.[7]